# Diocesi di Zé Doca
La diocesi di Zé Doca (in latino: Dioecesis Zedocana) è una sede della Chiesa cattolica in Brasile suffraganea dell'arcidiocesi di São Luís do Maranhão. Nel 2022 contava 317.078 battezzati su 373.033 abitanti. È retta dal vescovo Jan Kot, O.M.I.

## Territorio
La diocesi comprende 20 comuni nella parte nord-occidentale dello stato brasiliano di Maranhão.
Sede vescovile è la città di Zé Doca, dove si trova la cattedrale di Sant'Antonio di Padova.
Il territorio si estende su 35.100 km² ed è suddiviso in 21 parrocchie, raggruppate in 5 vicariati foranei. Le parrocchie sono erette nei seguenti 19 comuni: Amapá do Maranhão, Araguanã, Boa Vista do Gurupi, Bom Jardim, Cândido Mendes, Carutapera, Centro do Guilherme, Centro Novo do Maranhão, Godofredo Viana, Governador Newton Bello, Governador Nunes Freire, Junco do Maranhão, Luís Domingues, Maracaçumé, Maranhãozinho, Nova Olinda do Maranhão, Presidente Médici, Santa Luzia do Paruá, São João do Carú, Zé Doca.

## Storia
La prelatura territoriale di Cândido Mendes fu eretta il 16 ottobre 1961 con la bolla Quod Christus Iesus di papa Giovanni XXIII, ricavandone il territorio dalla prelatura territoriale di Pinheiro (oggi diocesi). Fu eretta a cattedrale della prelatura la Chiesa della Beata Maria Vergine Immacolata.
Il 6 novembre 1976, con la lettera apostolica Ex quo tempore, papa Paolo VI ha proclamato San Francesco Saverio patrono principale della prelatura territoriale.
Il 13 ottobre 1983 in forza della bolla In Brasilia Praelaturae di papa Giovanni Paolo II la prelatura territoriale è stata elevata a diocesi, con il nome di diocesi di Cândido Mendes (dioecesis Candimendensis).
Il 5 luglio 1991, in forza del decreto Cum urbs della Congregazione per i vescovi, la sede vescovile fu trasferita da Cândido Mendes a Zé Doca, dove la chiesa di Sant'Antonio di Padova fu eretta a nuova cattedrale, e la diocesi assunse il nome attuale.
Il 20 febbraio 1997 ha ceduto il territorio del comune di Turiaçu alla diocesi di Pinheiro.

## Cronotassi dei vescovi
Si omettono i periodi di sede vacante non superiori ai 2 anni o non storicamente accertati.
- Sede vacante (1961-1965)

- Guido Maria Casullo † (20 dicembre 1965 - 5 novembre 1985 ritirato)
- Walmir Alberto Valle, I.M.C. † (5 novembre 1985 - 6 novembre 2002 nominato vescovo coadiutore di Joaçaba)
- Carlo Ellena (18 febbraio 2004 - 23 luglio 2014 ritirato)
- Jan Kot, O.M.I., dal 23 luglio 2014

## Statistiche
La diocesi nel 2022 su una popolazione di 373.033 persone contava 317.078 battezzati, corrispondenti all'85,0% del totale.
| anno | popolazione | popolazione | popolazione | presbiteri | presbiteri | presbiteri | presbiteri                | diaconi | religiosi | religiosi | parrocchie |
| anno | battezzati  | totale      | %           | numero     | secolari   | regolari   | battezzati per presbitero | diaconi | uomini    | donne     | parrocchie |
| ---- | ----------- | ----------- | ----------- | ---------- | ---------- | ---------- | ------------------------- | ------- | --------- | --------- | ---------- |
| 1963 | 45.000      | 50.000      | 90,0        | 7          |            | 7          | 6.428                     |         | 7         |           | 3          |
| 1968 | 63.000      | 66.183      | 95,2        | 9          | 6          | 3          | 7.000                     |         | 3         | 16        | 3          |
| 1976 | 75.000      | 80.000      | 93,8        | 8          | 6          | 2          | 9.375                     |         | 2         | 21        | 5          |
| 1980 | 65.700      | 83.000      | 79,2        | 14         | 8          | 6          | 4.692                     |         | 7         | 33        | 12         |
| 1990 | 240.000     | 282.000     | 85,1        | 12         | 6          | 6          | 20.000                    |         | 13        | 36        | 13         |
| 1999 | 277.000     | 318.000     | 87,1        | 16         | 12         | 4          | 17.312                    |         | 11        | 23        | 11         |
| 2000 | 280.000     | 322.000     | 87,0        | 10         | 6          | 4          | 28.000                    |         | 11        | 24        | 11         |
| 2001 | 260.000     | 300.000     | 86,7        | 15         | 11         | 4          | 17.333                    | 1       | 12        | 19        | 11         |
| 2002 | 260.000     | 300.000     | 86,7        | 20         | 15         | 5          | 13.000                    |         | 13        | 18        | 11         |
| 2003 | 260.000     | 284.932     | 91,2        | 12         | 10         | 2          | 21.666                    |         | 11        | 15        | 12         |
| 2004 | 260.000     | 284.932     | 91,2        | 13         | 11         | 2          | 20.000                    |         | 8         | 17        | 12         |
| 2010 | 293.000     | 319.000     | 91,8        | 22         | 20         | 2          | 13.318                    | 1       | 9         | 14        | 16         |
| 2014 | 307.500     | 334.000     | 92,1        | 26         | 24         | 2          | 11.826                    | 1       | 8         | 21        | 20         |
| 2017 | 356.000     | 385.000     | 92,5        | 23         | 21         | 2          | 15.478                    | 1       | 7         | 20        | 19         |
| 2020 | 359.200     | 392.000     | 91,6        | 26         | 22         | 4          | 13.815                    |         | 9         | 21        | 21         |
| 2022 | 317.078     | 373.033     | 85,0        | 28         | 22         | 6          | 11.324                    | 11      | 10        | 24        | 21         |